# Rhinosimus coeruleus
Rhinosimus coeruleus là một loài bọ cánh cứng trong họ Salpingidae. Loài này được Pic miêu tả khoa học năm 1905.